# 黄豆树
黄豆树（学名：Albizia procera）是豆科合欢属的植物。分布在东南亚、南亚、台湾岛以及中国大陆的广西、广东等地，多生长在疏林以及灌丛中，目前尚未由人工引种栽培。

## 别名
菲律宾合欢（海南植物志） 白格（广东）

## 用途
黃豆樹在亞洲、非洲和美洲被栽培用於木材或燃料。在印度，其葉子被認為是牛、羊、山羊和大象等動物的良好飼料。黃豆樹也能製成優質木炭，樹脂可作為阿拉伯膠的替代品。據說葉子具有殺蟲效果，而樹皮可用來製造魚毒。
在臺灣，小林部落大武壠族人會取黃豆樹樹皮為繩子染色，以增加苧麻繩的韌性，運用在陷阱時比較不易斷裂，防止山豬踩中陷阱而逃跑。